# Adrien Govaerts
Adrianus Antonius Josephus (Adrien) Govaerts (Baarle-Hertog, 16 januari 1862 - aldaar, 15 april 1949) was een Belgisch arts en politicus.

## Levensloop
Govaerts groeide op in het gezin van een douaneofficier uit Poppel. Hij studeerde geneeskunde aan de Katholieke Universiteit Leuven. Na zijn studies vestigde hij zich als huisarts in zijn geboortedorp. Hij hanteerde er sociale tarieven voor wie het financieel moeilijker had. Zijn praktijk was gevestigd in de Pastoor de Katerstraat, recht over de Broeders de la Salle.
Daarnaast was hij politiek actief. Eerst als gemeenteraadslid, later ook als schepen. In 1922 volgde hij de overleden Henri Van Gilse op als burgemeester van Baarle-Hertog. Dit mandaat oefende hij uit tot hij omwille van de ouderdomsverordening (Überalterungsverordnung) van 7 maart 1941 moest terugtreden. Govaerts werd in deze hoedanigheid opgevolgd door oorlogsburgemeester Jules Loots. Hij zou evenwel (officieus) enkele maanden eerder uit protest tegen de bezetting zijn opgestapt. Als dienstdoend burgemeester fungeerde eerst Adrianus van Beek en vervolgens Henricus Hendriks. Na de bevrijding nam hij zijn burgemeestersmandaat opnieuw op. Hij deed dit evenwel voornamelijk titelvoerend, in de praktijk was het Loos die het mandaat vervulde. Govaerts bleef in functie tot aan de gemeenteraadsverkiezingen van 1946, waarna Loots opnieuw de burgemeesterssjerp overnam. Govaerts stelde zich die verkiezingen niet meer kandidaat.
Hij was gehuwd. Uit dit huwelijk ontsproten vijf kinderen. Zijn afscheidsplechtigheid vond plaats op 19 april 1949 in de Sint-Remigiuskerk te Baarle Hertog. Hij kreeg de eretekens van ridder in de Kroonorde en officier in de Orde van Leopold II. Zijn oudste zoon (Jos) trad in zijn voetsporen als arts. Diens zoon (Willy) werd later dan weer politiek actief. Hij was een tijdlang schepen te Baarle-Hertog.